# Acryptolaria flabellum
Acryptolaria flabellum is een hydroïdpoliep uit de familie Lafoeidae. De poliep komt uit het geslacht Acryptolaria. Acryptolaria flabellum werd in 1888 voor het eerst wetenschappelijk beschreven door Allman. 